# Stor-Gåstjärnen (Sundsjö socken, Jämtland)
Stor-Gåstjärnen är en sjö i Bräcke kommun i Jämtland och ingår i Ljungans huvudavrinningsområde.